# Vladıslav Prokopenko
Vladıslav Vıacheslavovıch Prokopenko (in kazako Владислав Вячеславович Прокопенко?; Astana, 1º luglio 2000) è un calciatore kazako, attaccante del Jeñis.

## Carriera

### Club
Ha giocato nella prima divisione kazaka.

### Nazionale
Ha giocato nelle nazionali giovanili kazake Under-19 ed Under-21.

## Palmarès
- Campionato kazako: 4 :

Astana: 2017, 2018, 2019, 2022
- Supercoppa del Kazakistan: 3

Astana: 2018, 2019, 2023